# فتاة من لا مكان
فتاة من لا مكان هو مسلسل إثارة غموض تايلندي من بطولة تشيتشا أماتاياكول.تم عرض الموسم الأول في تايلاند في 8 أغسطس 2018 وعلى نتفليكس في 31نتيلكاكانكللنتانكلاكنلاكنلاكلن أكتوبر 2018 وتم عرض الموسم الثاني على نتفليكس في 7 مايو 2021.